# このヒーラー、めんどくさい
『このヒーラー、めんどくさい』は、丹念に発酵による日本の漫画。2018年10月5日よりニコニコ静画で『これ、何の話ですか?』というタイトルで発表されていた同人漫画が、2019年7月31日よりタイトルを改めリメイクとして正式連載化。ニコニコ静画に加え、KADOKAWAが運営する『カドコミ』（旧ComicWalker）や『月刊コミックフラッパー』でも連載されている。『月刊コミックフラッパー』では2020年11月号より連載開始され、『ComicWalker』からの移籍扱いとされている。
異世界におけるポンコツな冒険者を描いたコメディ作品である。

## 登場人物
声の項はテレビアニメ版の声優。
カーラ
声 - 大西亜玖璃
本作の主人公。ダークエルフの少女。72歳だが人間に換算すると14 - 15歳。性根も闇の存在で、行使する一部魔法がおどろおどろしかったりするが、自称聖職者でヒーラー。
とんでもなく面倒な性格をしており、全く配慮がなく、どんな相手でも無自覚に煽り倒していく。実際にトラブルになるほどに口も悪い。
アルヴィン曰く「立てばストレス、座れば遺憾、歩く姿はディザスター」。
アルヴィン（同人版では名前不明）
声 - 佐藤拓也
高い耐性を誇るがそれ以外は弱小な冒険者の一人で、初心者レベル100という現在30歳のベテランルーキー。
戦闘中にカーラと出会った際、誤って300m離れると死ぬという割とシャレにならない呪いを掛けられてしまったため、強制的にパーティーを組むことになり、振り回されては辟易する日々を送る。
全身鎧にマントという風貌で、通常時はフルフェイスの兜を被っている上、兜を脱いだ際は素顔が見えない演出がされている。
キノコ（オルテガイア）
声 - 泊明日菜
二人に何故か同行するようになった歩くキノコのマタンゴと言うモンスター。実は100歳前後と一番の年長者で常識人。
見た目はそれなりに大きいキノコに細い手足が生えただけなのだが、地味に強く、発剄などの武術を使うことが出来、鉄格子を腕力で曲げるほどの怪力を誇る。
迷子になったりしてパーティから離れることも多く、セミレギュラー的存在。同行している際は、基本的に荷物の入ったリュックを背負っている。
なぜかたけのこが嫌い。
アンナ
声 - 渕上舞
同人版でカーラたちのパーティに加わった女盗賊の幽霊。生前の姿ではなく、逆水滴型の体に顔と手が付いた姿でバンダナを付けている。生前から持つ盗賊のスキルで罠の探知や解除を行える。
商業版未登場だが、テレビアニメ版では第10話よりレギュラー化。
悪霊（りょう子）
声 - 花守ゆみり
同人版でカーラたちのパーティに加わった猫耳メイド。アンナが命を落とした悪霊の館の主で、登場当初はカーラが状態異常を引き起こしてマトモな言動をするようになるほど恐ろしげな姿だったが、カーラによって美少女の姿へと浄化された。地面等に異空間の穴をあけて出入り可能で、パーティの荷物収納を担当している。
アンナ同様テレビアニメ版では第10話よりレギュラー化。

## 書誌情報
- 丹念に発酵『このヒーラー、めんどくさい』KADOKAWA〈MFコミックス〉、既刊8巻（2024年9月21日現在）
  1. 2020年2月21日発売[8]、ISBN 978-4-04-064165-2
  2. 2020年9月23日発売[9]、ISBN 978-4-04-064905-4
  3. 2021年4月23日発売[10]、ISBN 978-4-04-680354-2
  4. 2021年10月22日発売[11]、ISBN 978-4-04-680808-0
  5. 2022年4月22日発売[12]、ISBN 978-4-04-681337-4
  6. 2023年1月23日発売[13]、ISBN 978-4-04-681800-3
  7. 2023年10月20日発売[14]、ISBN 978-4-04-682942-9
  8. 2024年9月21日発売[15]、ISBN 978-4-04-683946-6

## テレビアニメ
2022年4月から6月までAT-Xほかにて放送された。アニメーション制作の寿門堂は本作品が初の元請作品となる。正式連載版だけではなく同人版も原作として使用されている。
オープニング映像（第1話ではエンディング映像）で、最終話に登場する1名を除いたゲストキャラクター全員の出演シーン紹介と担当声優を当初から明示する演出を行っている。また、該当話で登場したゲストはエンディング冒頭で毎回登場する形をとる。
告知や特典映像等では、アルヴィン役の佐藤拓也とカーラ役の大西亜玖璃が、自分の担当するキャラクターの衣装を着けて登場することもある。
放送前の4月1日には、エイプリルフール企画として、同じく2022年4月放送開始の『ヒーラー・ガール』とのコラボビジュアルが公開されたほか、コラボを記念して本作品のカーラ役の大西と『ヒーラー・ガール』藤井かな役の礒部花凜の対談も各作品公式サイトで公開されている。

### スタッフ
- 原作 - 丹念に発酵[6]
- 監督 - 中西伸彰[6]
- シリーズ構成 - 志茂文彦[6]
- キャラクターデザイン - 菊永千里[6]
- プロップデザイン - 白﨑詩織[6]
- 美術監督・美術設定 - 湖山真奈美[6]
- 色彩設計 - 荒木隆介[6]
- 撮影監督 - 山本耕平[6]
- 編集 - 小野寺絵美[6]
- 音響監督 - 郷文裕貴[6]
- 音響効果 - 白石唯果[6]
- 音楽 - 五十嵐聡[6]
- 音楽制作 - 日本コロムビア
- 音楽プロデューサー - 植村俊一
- プロデューサー - 根本侑果、武本健太郎、飯島江美子、谷口博康、深谷成輝、東真央、熊川真実、梅田正勝
- アニメーションプロデューサー - 見﨑誠治、鎌田肇
- アニメーション制作 - 寿門堂[6]
- 製作 - このヒーラー、めんどくさい製作委員会

### 主題歌
「ジェリーフィッシュな君へ」
大西亜玖璃によるオープニングテーマ。作詞・作曲は俊龍、編曲はSizuk。
「HERO in HEALER」
カーラ（大西亜玖璃） with アルヴィン（佐藤拓也）、キノコ（泊明日菜）によるエンディングテーマ。

### 各話リスト
| 話数 | サブタイトル             | 脚本     | 絵コンテ   | 演出     | 作画監督                                                           | 総作画監督                        | 初放送日       |
| --- | ------------------------ | -------- | ---------- | -------- | ------------------------------------------------------------------ | --------------------------------- | -------------- |
| #01 | そんな第一話             | 志茂文彦 | 中西伸彰   | 中西伸彰 | 金璐浩 菅原美智代 上野沙弥佳 畠山元 乘冨梓                         | 菊永千里 海保仁美                 | 2022年 4月10日 |
| 正式サブタイトル「魔物やモンスターがはびこる世界で冒険者の道を歩もうとするアルヴィン（主人公／甲冑の戦士）は熊の怪物と戦いピンチのところに運良くダークエルフのヒーラーの女の子カーラ（ヒロイン／ダークエルフ）が通りかかったがカーラの性格があまりにもあまりなので言い合いになり熊の怪物も困惑しさらにそのあと熊自宅に連れていかれるという原作コミックスにない展開があるので原作ファンの中には『あれ？』と思うかたもいらっしゃるでしょうけれどこれは雑誌連載以前にネットで発表されていた『これ、何の話ですか？』という同じ世界観の漫画を元にしているのでご了承くださいとお願いするスタッフと原作サイドの意向をこの場を借りてご説明させていただきつつなおこの長いサブタイトルには縦読みや斜め読みのような仕掛けはないのでそのこともおことわりしておきたい そんな第一話」 |                          |          |            |          |                                                                    |                                   |                |
| #02 | そんな第二話             | 志茂文彦 | 上坪亮樹   | 上坪亮樹 | 金璐浩 菅原美智代 上野沙弥佳 乘冨梓                                | 菊永千里 海保仁美 畠山元          | 4月17日        |
| 正式サブタイトル「ヒーラーのカーラと一緒に旅をする羽目になったアルヴィンは本来の目的である毒消し草集めを続けようとするのだが途中の墓場でいきなりゴーストと戦闘になり思いがけない方法でどうにか切り抜けたと思ったら今度はゴブリンの罠にはまってしまうなどAパートだけでさんざん苦労する上に呪いもまだ発動中なのでカーラと離れるわけにもいかないし今後のさらなる苦労がしみじみ思いやられるそれにしてもこの長い長いサブタイトルは実は次回予告も兼ねているのだけれどちゃんと全部聞いてくれている人がどれだけいるのかいささかならず気がかりでもある そんな第二話」 |                          |          |            |          |                                                                    |                                   |                |
| #03 | そんな第三話             | 志茂文彦 | 江副仁美   | 山本辰   | 金璐浩 菅原美智代 上野沙弥佳 乘冨梓                                | 菊永千里 海保仁美 畠山元          | 4月24日        |
| 正式サブタイトル「二話までのカーラとの二人旅で大概ひどい目にあっているにも関わらずモンスター狩りの冒険者としてがんばり続けようとするアルヴィンの志の高さはなかなかのものかもしれないけれども出くわしたキノコのモンスターに戦いを挑んでみたら意外とそこそこ難敵でまた本編には出てこない設定だけれども種族はマタンゴだそうでさらに声は大人の男性かと思ったら原作のイメージでは少年っぽい声もアリとのことで意外な上にも意外さが積み増しされつつところが実はこのサブタイトルを作っている２０２１年前半の時点ではまだキャストが決まっておらずどんな配役になるのかも楽しみながら果たしてアルヴィンはこのキノコに勝てるのだろうかという話だけでは終わらない そんな第三話」 |                          |          |            |          |                                                                    |                                   |                |
| #04 | そんな第四話             | 志茂文彦 | 宮崎なぎさ | 中嶋清人 | 金璐浩 菅原美智代 上野沙弥佳 乘冨梓                                | 菊永千里 海保仁美 畠山元          | 5月1日         |
| 正式サブタイトル「アルヴィンがカーラと一緒に初めてのダンジョンに挑んだところこのダンジョンが初心者向けの親切設計でだったのでさすがのアルヴィンも軽々と攻略できるかと思いきやそこはさすがベテランルーキーと呼ばれるだけあってそう簡単にいくはずもなくこれからも時々出てくる落とし穴にはまる持ち芸（？）を披露したり一緒についてきたキノコの魔物にも心配されたりそういえば前回から登場したこのキノコは名前をオルテガイアというのであんまり呼ばれる機会がないけれどいちおうご記憶いただきたくところでこのサブタイトルを読みきれない人は動画を停止状態にする以外にも番組ＨＰで確認するという手があるのでよければそちらもご覧くださいと告知もしつつの そんな第四話」 |                          |          |            |          |                                                                    |                                   |                |
| #05 | そんな第五話             | 山田由香 | 祝浩司     | 神戸唯   | 山﨑輝彦 金璐浩 菅原美智代 上野沙弥佳 乘冨梓                       | 菊永千里 海保仁美 畠山元          | 5月8日         |
| 正式サブタイトル「アルヴィンとカーラが宿屋に泊まろうとしたら人のよさそうな主人がカーラのせいで思いがけない正体をあらわしたりそれから通りすがりに出会ったおばあさんがこれまた意外な本性を持っていたりとこの世界には人間に姿をやつした魔物やモンスターがあちこちにいる場合もあることを再確認しつつも宿屋の名前の『泊まって！ぶーりん』の元ネタがわからない人ももしかしたらいるかもしれないけれどこれはもちろんあの有名な作品だから知っていればなつかしいなあ久しぶりに見てみたいなあとそういった感慨にもひたれる そんな第五話」 |                          |          |            |          |                                                                    |                                   |                |
| #06 | そんな第六話             | 山田由香 | 宮崎なぎさ | 吉田俊司 | 山﨑輝彦 金璐浩 菅原美智代 上野沙弥佳 乘冨梓 竹内昭 Jumondou Seoul | 菊永千里 海保仁美 畠山元          | 5月15日        |
| 正式サブタイトル「旅の途中で盗賊に襲われたりゴーレムに遭遇したりとあいかわらず危機また危機を乗りこえていくアルヴィンとカーラだったがついにあるなりゆきからアルヴィンが大ダメージを負ってしまってまたこのなりゆきというのがあんまりななりゆきでアルヴィンも甲冑を脱いで養生する羽目になりそれがきっかけで二人がまた言いあいになったり関係性がまたちょっとだけ変わるかもしれなかったりとそんなアルヴィンとカーラのかけあいゼリフがこの作品では大事なのに今の時代はキャストのオーディションや本編の収録も一度にスタジオに入れる人数が限られていて何かと大変だけれどしかしみんなで力を合わせて切り抜けていきたい そんな第六話」 |                          |          |            |          |                                                                    |                                   |                |
| #07 | そんな第七話             | 山田由香 | 坂田純一   | 金承徳   | 金璐浩 山﨑輝彦 上野沙弥佳 乘冨梓 Jumondou Seoul                   | 菊永千里 海保仁美 畠山元          | 5月22日        |
| 正式サブタイトル「『このヒーラー、めんどくさい』はカーラ以外にレギュラーの女性キャラが存在せずそういう意味でもなかなかユニークな番組ながら第五話に魔女と盗賊の女の子が登場したけれど魔女のほうは若い時の姿は最後にちょこっと出ただけでまた盗賊の女の子もそのあと出番がないのでやはりそろそろまた新しい女性キャラが見てみたいし出てくるんじゃないかと予想や期待をしている皆様がたのお気持ちにこたえる意味もあってお待たせしました今回はマリア・デスフレイムという女性キャラクターが登場するけどその前段にゾンビの話があるのでまずはそちらをお楽しみいただきたくまたさらにマリアもマリアでなかなか普通ではないところもあるので果たして本当にご期待に添えるかどうかは見てのお楽しみな そんな第七話」                                                                       |                          |          |            |          |                                                                    |                                   |                |
| #08 | そんな第八話             | 山田由香 | 麦野アイス | 中嶋清人 | 金璐浩 山﨑輝彦 上野沙弥佳 乘冨梓 Jumondou Seoul                   | 菊永千里 海保仁美 畠山元          | 5月29日        |
| 正式サブタイトル「オルテガイア（キノコの名前ですのでお忘れなく）のおかげで無事に牢屋から脱出したアルヴィンだが思いがけず意気投合したカーラとマリアにまだまだ振り回され続ける羽目になりどう振り回されるかというと実はマリアにはエリーという愛する妹がいてそのエリーに関するゴタゴタについてのネタバレは避けるけれどマリアがネクロマンサーだという設定にも関わることなのでマリアみたいな可愛い女性キャラがまたもう一人出てくるとまでは期待しないで欲しいその代わりにカーラが珍しくコスプレを披露するのでそちらはぜひお楽しみにしていただきたい そんな第八話」 |                          |          |            |          |                                                                    |                                   |                |
| #09 | そんな第九話             | 山田由香 | 岡村正弘   | 岡村正弘 | 金璐浩 山﨑輝彦 上野沙弥佳 乘冨梓 谷口繁則 Jumondou Seoul          | 菊永千里 海保仁美 畠山元          | 6月5日         |
| 正式サブタイトル「マリアとエリーに続いて今回もゲストで女性キャラが登場する回でところでこの番組は時々前後が入れかわったりしながらもおおむね原作の流れに沿ってエピソードが並んでいるのだがしかし実はこのメデューサとドリアードの回についてはせっかく珍しく女の子がいっぱい出る話なんだからもっと早くなんならいっそのこと二話とか三話ぐらいにもってきて見てくれる人の気持ちを引きつけようかというアイデアも最初にあったけれどもやはり二話三話でやるにはゴージャスすぎるし流れがちょっとちぐはぐになる感もかもし出しそうなのでやっぱりやめておくことになったという裏話もありつつそれだけに満を持してお届けする そんな第九話」 |                          |          |            |          |                                                                    |                                   |                |
| #10 | そんな第十話             | 志茂文彦 | 今泉賢一   | 宮崎修治 | 金璐浩 山﨑輝彦 上野沙弥佳 池添優子 乘冨梓 Jumondou Seoul          | 菊永千里 海保仁美 永田文宏        | 6月12日        |
| 正式サブタイトル「いよいよ今回の後半から本格的に『これ、なんの話ですか？』編に突入するわけですが（そうは言っても今回と次の二回だけだけど）知らない人のためにもう一度説明しておくと『これ、なんの話ですか？』とはタイトルが『このヒーラー、めんどくさい』になる以前つまり商業連載になる前にＷＥＢの投稿サイトに掲載されていたものでだからコミックスには収録されていないけれどまだ読めるはずなのでよければそちらもどうぞと言いつつ前半にも見逃せない憎まれ役が出てくるのでそっちにもご注目いただきたいと言うそのわけは今後も引き続き見ていただければわかるなにげに大事なイベント満載の そんな第十話」 |                          |          |            |          |                                                                    |                                   |                |
| #11 | そんな第十一話           | 志茂文彦 | 麦野アイス | 吉田俊司 | 金璐浩 山﨑輝彦 上野沙弥佳 池添優子 乘冨梓 Jumondou Seoul          | 菊永千里 海保仁美 永田文宏        | 6月19日        |
| 正式サブタイトル「『これ、なんの話ですか? 』編の第二回なわけだけれど原作の『このヒーラー、めんどくさい』の方には出てこないアンナやりょう子を活躍させる機会を作れたのは喜ばしくまた原作の分量が足りないぶんをおぎなうことができたのも大変ありがたいその一方で今回はあの国民的人気アニメのネタも出てきてこちらはもちろん説明なしでもわかる人が多いだろうけれどこの頃は今と違ってデジタルではなくセルに一枚一枚絵の具と筆で色を塗っていたんだなあと当時のスタッフが作品にそそぐ熱意や労力にふと思いを馳せるきっかけとなるのも悪くないかもしれない そんな第十一話」 |                          |          |            |          |                                                                    |                                   |                |
| #12 | そんな第十二話（最終回） | 志茂文彦 | 中西伸彰   | 中西伸彰 | 山﨑輝彦 池添優子 乘冨梓 谷口繁則 Jumondou Seoul                   | 菊永千里 海保仁美 永田文宏 金璐浩 | 6月26日        |
| 正式サブタイトル「いよいよ最終回がやってきてここまでご視聴くださった皆さまには原作サイドもふくめスタッフ一同お礼を申しあげながらも原作で最終回に使えそうなエピソードがまだ出てきていなかったのでほぼ完全オリジナルストーリーになってそれでも原作者の丹念に発酵先生からドワーフのキャラクターデザインやセリフやアイデアをもらえたのでなんとかまとめることができてとりあえず一安心はしたもののやはりこれで終わりとなるとちょっとさびしいしカーラやアルヴィンたちともう少しつきあいたい気分も残しつつしかし原作はまだまだ続くのでぜひよろしくお願いしたくそれにしても本当にご視聴ありがとうございましたともう一度心からお礼を申しあげます本当にどうもありがとうございました そんな第十二話（最終回）」                                                                     |                          |          |            |          |                                                                    |                                   |                |

### 放送局
| 放送期間                | 放送時間                     | 放送局     | 対象地域   | 備考                                            |
| ----------------------- | ---------------------------- | ---------- | ---------- | ----------------------------------------------- |
| 2022年4月10日 - 6月26日 | 日曜 21:00 - 21:30           | AT-X       | 日本全域   | 製作参加 / CS放送 / 字幕放送 / リピート放送あり |
|                         | 日曜 22:00 - 22:30           | TOKYO MX   | 東京都     |                                                 |
| 2022年4月11日 - 6月27日 | 月曜 0:30 - 1:00（日曜深夜） | BS11       | 日本全域   | 製作参加 / BS放送 / 『ANIME+』枠                |
|                         | 月曜 2:29 - 2:59（日曜深夜） | 関西テレビ | 近畿広域圏 |                                                 |

| 配信開始日    | 配信時間           | 配信サイト |
| ------------- | ------------------ | --- |
| 2022年4月10日 | 日曜 21:30 更新    | dアニメストア |
| 2022年4月17日 |                    | ABEMA ニコニコチャンネル GYAO! ひかりTV FOD バンダイチャンネル Hulu TELASA J:COMオンデマンド みるプラス アニメ放題 Amazon Prime Video U-NEXT |
|               | 日曜 21:30 - 22:00 | ニコニコ生放送 |
| 未定          | 未定               | Rakuten TV DMM.com music.jp ビデオマーケット HAPPY!動画 クランクイン！ビデオ                                                                 |

また、海外向けではCrunchyrollにて2022年4月10日より配信される。

### BD / DVD
| 巻 | 発売日        | 収録話         | 規格品番   | 規格品番   |
| 巻 | 発売日        | 収録話         | BD限定版   | DVD限定版  |
| -- | ------------- | -------------- | ---------- | ---------- |
| 1  | 2022年6月24日 | 第1話 - 第4話  | ZMXZ-15611 | ZMBZ-15621 |
| 2  | 2022年7月27日 | 第5話 - 第8話  | ZMXZ-15612 | ZMBZ-15622 |
| 3  | 2022年8月24日 | 第9話 - 第12話 | ZMXZ-15613 | ZMBZ-15623 |